# Jerome K. Jerome

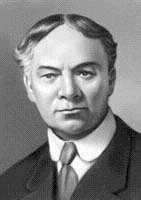
Retrat de Jerome K. Jerome

Jerome K. Jerome (anglès: Jerome Klapka Jerome)  (Walsall, 2 de maig de 1859 - Northampton, 14 de juny de 1927), fou un escriptor humorístic anglès. La inicial del seu cognom (K.) és el resultat de transformar la del pare, Clapp, per la de György Klapka, general hongarès exiliat a Anglaterra. Publica tot de novel·les, històries curtes i obres de teatre i funda la gaseta setmanal Today. El 1926 surt publicada la seva autobiografia, My Life and Times (La meva vida i els meus temps). Mor el 1927 d'una hemorràgia cerebral.

## Vida i obra

### Primers anys de vida
Jerome va néixer a Belsize House, 1 Caldmore Road, a Caldmore, Walsall, Anglaterra. Va ser el quart fill de Marguerite Jones i Jerome Clapp (que més tard es va rebatejar Jerome Clapp Jerome), un ferreter i predicador laic que es va dedicar a l'arquitectura. Tenia dues germanes, Paulina i Blandina, i un germà, Milton, que va morir molt jove. Jerome va ser registrat com Jerome Clapp Jerome, com el nom modificat del seu pare, i el Klapka sembla ser una variació posterior (després del general hongarès exiliat György Klapka). La família va caure en la pobresa a causa de les males inversions del pareen la indústria minera local, i els cobradors de deutes l'anaven a visitar sovint, una experiència que Jerome va descriure vívidament a la seva autobiografia My Life and Times (1926). Amb dos anys Jerome es va traslladar amb els seus pares a Stourbridge, Worcestershire, i després a l'est de Londres.
El jove Jerome va anar a la St Marylebone Grammar School. Volia dedicar-se a la política o ser un home de lletres, però la mort del seu pare quan Jerome tenia 13 anys i de la seva mare quan en tenia 15 el va obligar a deixar els estudis i trobar feina per mantenir-se. Va treballar al London and North Western Railway, inicialment recollint carbó que queia al llarg del ferrocarril, i hi va romandre durant quatre anys. Quatre anys després prova tota mena de feines, entre elles les de periodista, actor i mestre, i encara té temps d'escriure.

### Carrera d'actor i primeres obres literàries
Jerome es va inspirar en l'amor de la seva germana gran Blandina pel teatre, i el 1877 va decidir provar la seva interpretació, sota el nom artístic de Harold Crichton. Es va unir a un grup de repertori que produïa obres de teatre amb un pressupost reduït, sovint aprofitant els escassos recursos dels actors (Jerome no tenia diners aquell moment) per comprar vestuari i accessoris. Després de tres anys a la carretera sense èxit evident, el jove Jerome, de 21 anys, va decidir que ja n'havia tingut prou de la vida escènica i va buscar altres ocupacions. Va intentar fer-se periodista, escrivint assaigs, sàtires i contes, però la majoria d'ells van ser rebutjats. Durant els anys següents, va ser professor d'escola, empacador i secretari d'advocat. Finalment, el 1885, va tenir cert èxit amb On the Stage and Off (1885), una memòria còmica de les seves experiències amb la companyia d'actuació, seguida de Idle Thoughts of an Idle Fellow (1886), una col·lecció d'assajos humorístics que havia aparegut anteriorment a la recentment fundada revista Home Chimes la mateixa revista que després serializaria Three Men in a Boat.
El 21 de juny de 1888, Jerome es va casar amb Georgina Elizabeth Henrietta Stanley Marris (Ettie), nou dies després de divorciar-se del seu primer marit. Va tenir una filla del seu matrimoni anterior de cinc anys anomenada Elsie (el seu nom real també era Georgina). La lluna de mel va tenir lloc al Tàmesi en un petit vaixell, fet que havia d'influir significativament en la seva següent i més important obra, Three Men in a Boat.

### Tres homes dins una barcai carrera posterior
Jerome es va asseure a escriure Three Men in a Boat (To Say Nothing of the Dog) (Tres homes dins d'una barca (sense comptar-hi el gos) tan bon punt la parella va tornar de la seva lluna de mel. A la novel·la, la seva dona va ser substituïda pels seus amics de sempre George Wingrave (George) i Carl Hentschel (Harris). Això li va permetre crear situacions còmiques (i no sentimentals) que, no obstant això, estaven entrellaçades amb la història de la regió del Tàmesi. El llibre, publicat el 1889, es va convertir en un èxit instantani i mai no s'ha esgotat. La seva popularitat va ser tal que el nombre de vaixells del Tàmesi registrats va augmentar un 50% l'any següent a la seva publicació, i va contribuir de manera significativa a que el Tàmesi es convertís en una atracció turística. Només en els seus primers vint anys, el llibre va vendre més d'un milió de còpies a tot el món. S'ha adaptat a pel·lícules, televisió, programes de ràdio, obres de teatre i fins i tot un musical. El seu estil d'escriptura ha influït en molts humoristes i satírics d'Anglaterra i d'altres llocs.
Amb la seguretat financera que aportaven les vendes del llibre, Jerome va poder dedicar tot el seu temps a escriure. Va escriure diverses obres de teatre, assaigs i novel·les, però mai va poder recuperar l'èxit de Three Men in a Boat. El 1892, va ser escollit per Robert Barr per editar The Idler (sobre Rudyard Kipling). La revista era un mensual satíric il·lustrat de càtering per a senyors (que, seguint el tema de la publicació, apreciaven la ociositat). El 1893, va fundar To-Day, però va haver de retirar-se d'ambdues publicacions a causa de dificultats financeres i d'una demanda per difamació.
L'obra de Jerome Biarritz va tenir una durada de dos mesos al teatre Prince of Wales entre abril i juny de 1896.
El 1898, una breu estada a Alemanya va inspirar Three Men on the Bummel, la seqüela de Three Men in a Boat, que reintroduïa els mateixos personatges en l'escenari d'una gira en bicicleta a l'estranger. No obstant això, el llibre no va poder recuperar del tot l'energia còmica i l'arrelament històric del seu famós predecessor (a falta del fil unificador que és el mateix riu Tàmesi) i només va tenir un èxit modest en comparació. No obstant això, algunes de les vinyetes còmiques individuals que formen "Bummel" han estat elogiades tant com les de "Boat".
El 1902, va publicar la novel·la Paul Kelver, que és àmpliament considerada com a autobiogràfica. La seva obra de teatre de 1908 The Passing of the Third Floor Back va introduir un Jerome més ombrívol i religiós. El personatge principal va ser interpretat per un dels actors principals de l'època, Johnston Forbes-Robertson, i l'obra va tenir un gran èxit comercial. Es va adaptar al cinema dues vegades, el 1918 i el 1935. No obstant això, l'obra va ser condemnada pels crítics: Max Beerbohm la va descriure com "vilment estúpida" i escrita per un "escriptor de desè".

### Primera Guerra Mundial i darrers anys

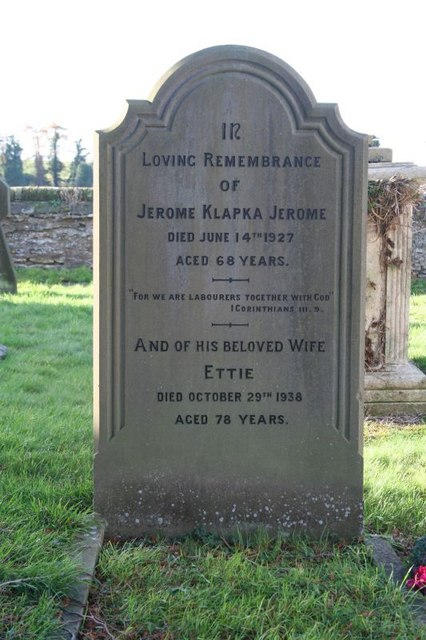
La tomba de Jerome a Ewelme (2009)

Jerome es va oferir voluntari per servir el seu país a l'esclat de la Primera Guerra Mundial, però amb 55 anys, va ser rebutjat per l'exèrcit britànic. Desitjós de servir d'alguna manera, es va oferir voluntari com a conductor d'ambulància per a l'exèrcit francès. El 1926, Jerome va publicar la seva autobiografia, My Life and Times. Poc després, el municipi de Walsall li va atorgar el títol de Freeman of the Borough. Durant aquests últims anys, Jerome va passar més temps a la seva masia Gould's Grove, al sud-est d’Ewelme, prop de Wallingford.
Jerome va patir un ictus paralític i una hemorràgia cerebral el juny de 1927, en una gira en automòbil de Devon a Londres passant per Cheltenham i Northampton. Va romandre a l'Hospital General de Northampton durant dues setmanes abans de morir el 14 de juny. Va ser incinerat al crematori Golders Green i les seves cendres van ser enterrades a l'església de St Mary, Ewelme, Oxfordshire. Elsie, Ettie i la seva germana Blandina estan enterrats al seu costat. La seva làpida diu "Perquè som treballadors juntament amb Déu". El 1984 es va obrir un petit museu dedicat a la seva vida i obres a la seva casa natal a Walsall, però es va tancar el 2008 i el contingut va ser retornat al Museu Walsall.

## Llegat
- Lazy Thoughts of a Lazy Girl, un llibre del pseudònim "Jenny Wren", es va publicar el 1891. L'autor és anònim. El llibre té la mateixa forma que Idle Thoughts of an Idle Fellow però és des del punt de vista d'una dona.[12]
- L'autora de ciència-ficció Connie Willis va acreditar Jerome com la font del títol de la seva novel·la To Say Nothing of the Dog, que és el subtítol de Three Men in a Boat.
- Hi ha una sèrie de novel·les gràfiques francesa anomenada  Jérôme K. Jérôme Bloche inspirada en l'autor.
- De 1984 a 2008, hi va haver un museu en homenatge a Walsall, el seu lloc de naixement.[13]
- Una escultura d'un vaixell i un mosaic d'un gos commemoren el seu llibre Three Men in a Boat on the Millennium Green a New Southgate, Londres, on va viure quan era nen.
- Hi ha una placa blava del patrimoni anglès que diu "Jerome K. Jerome 1859–1927 L'autor va escriure "Tres homes en un vaixell" mentre vivia aquí al pis 104" al 104 Chelsea Gardens, Chelsea Bridge Road, Londres, Regne Unit. Va ser erigit l'any 1989.[14]
- Hi ha una empresa de cervesa anomenada Cerveza Jerome a Mendoza, Argentina. El seu fundador era un fan de Three Men in a Boat.[15]
- Un edifici del campus de Walsall, a la Universitat de Wolverhampton, porta el seu nom.
- British Rail va nomenar una de les seves locomotores dièsel de classe 31 en el seu nom el 6 de maig de 1990 a Bescot.[16]

## Obres

### Novel·les
- Three Men in a Boat (To Say Nothing of the Dog) (1889)
- Diary of a Pilgrimage (i Six Essays) (1891) (full text)
- Weeds: A Story in Seven Chapters (1892)
- Novel Notes (1893)
- Three Men on the Bummel (a.k.a. Three Men on Wheels) (1900)
- Paul Kelver, a novel (1902)
- Tea-table Talk (1903)
- Tommy and Co (1904)
- They and I (1909)
- All Roads Lead to Calvary (1919)
- Anthony John (1923)

### Col·leccions
- Idle Thoughts of an Idle Fellow (1886)
- Told After Supper (1891)
- John Ingerfield: And Other Stories (1894)
- Sketches in Lavender, Blue, and Green (1895)
- Second Thoughts of an Idle Fellow (1898)
- The Observations of Henry (1901)
- The Angel and the Author – and Others (1904) (20 essays)
- American Wives – and Others (1904) (25 assajos, que inclou 5 de The Angel and the Author, i 20 de Idle Ideas in 1905).
- Idle Ideas in 1905 (1905)
- The Passing of the Third Floor Back: And Other Stories (1907)
- Malvina of Brittany (1916)
- A miscellany of sense and nonsense from the writings of Jerome K. Jerome. Selected by the author with many apologies, with forty-three illustrations by Will Owen. 1924
- Three Men in a Boat and Three Men on the Bummel (1974)
- After Supper Ghost Stories: And Other Tales (1985)
- A Bicycle in Good Repair

### Autobiografia
- On the Stage—and Off (1885)
- My Life and Times (1926)

### Antologies que contenen contes de Jerome K. Jerome
- Great Short Stories of Detection, Mystery and Horror 1st Series (1928)
- A Century of Humour (1934)
- The Mammoth Book of Thrillers, Ghosts and Mysteries (1936)
- Alfred Hitchcock Presents (1957)
- Famous Monster Tales (1967)
- The 5th Fontana Book of Great Ghost Stories (1969)
- The Rivals of Frankenstein (1975)
- The 17th Fontana Book of Great Ghost Stories (1981)
- Stories in the Dark (1984)
- Gaslit Nightmares (1988)
- Horror Stories (1988)
- 100 Tiny Tales of Terror (1996)
- Knights of Madness: Further Comic Tales of Fantasy (1998)
- 100 Hilarious Little Howlers (1999)

### Històties curtes
- The Haunted Mill (1891)
- The New Utopia[17] (1891)
- The Dancing Partner (1893)
- Evergreens
- Christmas Eve in the Blue Chamber
- Silhouettes
- The Skeleton
- The Snake
- The Woman of the Saeter
- The Philosopher's Joke (1909)
- The Love of Ulrich Nebendahl (1909)

### Traduccions d'obres de Jerome K. Jerome en català
- La condemna, Editorial Selecta, Barcelona (Biblioteca Selecta; 328)
- Desarrelats, Editorial Selecta, Barcelona (Biblioteca Selecta; 362)
- Tres anglesos s'esbargeixen, Editorial Selecta, Barcelona (Biblioteca Selecta Universal; 9)
- Tres homes dins una barca (sense comptar-hi el gos), Biblioteca Literària, any 1921. I també, Editorial Selecta, Barcelona (Biblioteca Selecta Universal; 15)

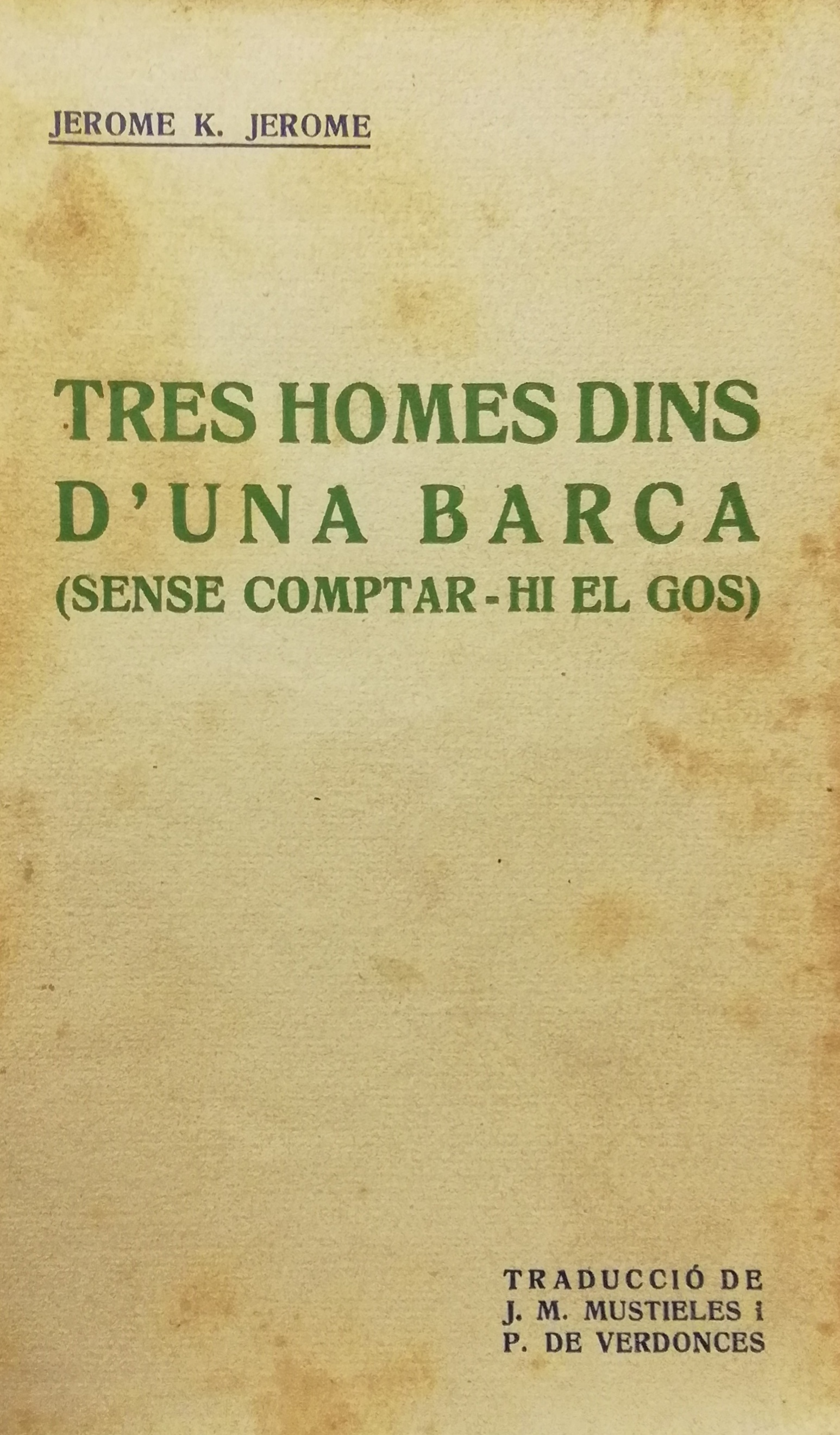
Three Men in a Boat (To Say Nothing of the Dog), Tres Homes dins d'una Barca (sense comptar-hi el gos) de Jerome K. Jerome. Traducció catalana publicada a Barcelona l'any 1921 dins la col·lecció Biblioteca Literària

- Three Men in a Boat (To Say Nothing of the Dog), Tres Homes dins d'una Barca (sense comptar-hi el gos) de Jerome K. Jerome. Traducció catalana publicada a Barcelona l'any 1921 dins la col·lecció Biblioteca Literària Pensaments ociosos d'un ociós, Edicions de la Ela geminada (Trivium, 10)